# (35953) 1999 KJ15
1999 KJ15 (asteroide 35953) é um asteroide da cintura principal. Possui uma excentricidade de 0.24543450 e uma inclinação de 19.10057º.
Este asteroide foi descoberto no dia 20 de maio de 1999 por LINEAR em Socorro.